# Ramona Aricò
Ramona Aricò (Messina, 30 ottobre 1985) è una pallavolista italiana.
Gioca nel ruolo di schiacciatrice e opposto nell'Aragona.

## Carriera
La carriera di Ramona Aricò inizia nella stagione 2003-04 nel Modica in Serie B1. Nell'annata successiva debutta in Serie A1 grazie all'ingaggio da parte della Pallavolo Reggio Emilia.
Ritorna in Serie B1 nella stagione 2005-06 vestendo la maglia del Pool Piave, club con cui rimane per due annate, per poi disputare la stagione 2007-08 con l'Asti Volley e quella 2008-09 con il Conero e Ponterosso di Ancona, sempre nella terza categoria del campionato italiano.
Nella stagione 2009-10 passa al San Vito Volley, in Serie A2: a metà stagione 2010-11 viene ceduta al Cuatto Volley Giaveno, sempre in serie cadetta, con cui conquista, al termine della stagione 2011-12 la promozione in Serie A1; tuttavia resta nella stessa categoria anche per il campionato successivo quando gioca per il Gruppo Sportivo Volley Cadelbosco.
Nella stagione 2013-14 si trasferisce in Austria per disputare con l'ASKÖ Linz-Steg la 1. Bundesliga: a metà stagione rientra però in Italia con l'acquisto da parte della Pro Victoria, in Serie A2, mentre in quella successiva è alla Golem di Palmi, in Serie B1, con cui conquista la promozione in Serie A2 e con cui resta anche nella stagione 2015-16. Sempre nella divisione cadetta disputa l'annata 2016-17 con la Trentino Rosa di Trento, l'annata 2017-19 con la Pallavolo Zambelli Orvieto e quella 2018-19 con il Soverato.
Per la stagione 2019-20 scende in Serie B1, accettando la proposta delle siciliane dell'Aragona.